# Dictyna palmgreni
Dictyna palmgreni is een spinnensoort in de taxonomische indeling van de kaardertjes (Dictynidae). De soort is bekend van het oosten van Siberië tot Kamtsjatka en Finland.
Het dier behoort tot het geslacht Dictyna. De wetenschappelijke naam van de soort werd voor het eerst geldig gepubliceerd in 2011 door Marusik & Fritzén en is "afgesplitst" van Dictyna schmidti. De wetenschappelijke soortnaam palmgreni verwijst naar de Finse spinnenonderzoeker Pontus Palmgren (1907-1933).